# Pedro Fajardo Ulloa
Pedro Antonio Fajardo Ulloa (Maipo, 2 de noviembre de 1884-Santiago, 27 de octubre de 1952) fue un médico cirujano y político chileno, miembro del Partido Demócrata. Se desempeñó como ministro de Estado durante el primer y segundo gobierno del presidente Arturo Alessandri, y en la llamada "República Socialista de Chile", presidida por Arturo Puga, en junio de 1932.

## Familia y estudios
Nació en Maipo, el 2 de noviembre de 1884; hijo de Pedro Fajardo y Bartola Ulloa. Realizó sus estudios primarios y secundarios en el Colegio San Pedro Nolasco. Luego, cursó los superiores en la carrera de medicina, en la Universidad de Chile, donde se tituló de médico cirujano en el año 1910, con una memoria que versó sobre Los primeros auxilios de Asistencia Pública.

## Actividad pública
Entre 1907 y 1910, desempeñó la ayudantía de practicante de la 9ª Comisaría de Santiago; cuando recibió el título de médico, el personal de la Comisaría le regaló el escritorio, el sillón y la plancha de su consultorio.
Llevado por sus doctrinas sociológicas propendió a la organización de instituciones populares y figuró en numerosas sociedades de mutualismo y de instrucción popular. Fue, durante tres años; consejero de la Caja de Habitación Popular; presidente de la Sociedad Unión Social Mutualista; y presidente de la Sociedad Unión Comercial, en varios periodos.
Entre otras actividades, fue miembro de los Boys Scouts; de la Sociedad Manuel Rodríguez; de la 8ª Compañía de Bomberos de Santiago y médico de la misma institución; miembro de la Sociedad de Instrucción Primaria; de la Sociedad de Instrucción Popular y miembro de la Liga de Estudiantes Pobres.

## Carrera política
Dos años antes de recibirse como cirujano, en 1908, ingresó al Partido Demócrata, en el que desempeñó cargos de importancia, como asambleísta, director, secretario. Logró la unificación de los miembros que lo componían y dio apoyo a la candidatura de Emiliano Figueroa a la presidencia de la República.
En el año 1915 pasó a preocuparse de lleno en la política. Durante el primer gobierno del presidente Arturo Alessandri, fue nombrado como ministro de Industria, Obras Públicas y Ferrocarriles, ejerciendo el cargo entre el 22 de marzo y el 1 de abril de 1922.
Dos años después, en las elecciones parlamentarias de 1924, fue elegido como senador por Santiago, por el periodo legislativo 1924-1930. Durante su gestión integró la Comisión Permanente de Gobierno y Elecciones y la de Instrucción Pública. Sin embargo no logró finalizar su periodo parlamentario, debido a que fue disuelto el Congreso Nacional, el 11 de septiembre de 1924, por decreto de una Junta de Gobierno, establecida tras un golpe de Estado.
Luego, fue nombrado como miembro de la Asamblea Constituyente para la reforma constitucional de 1925. No intervino en forma activa en el seno de las Comisiones y Subcomisiones que estudiaron dicha reforma. En junio de ese último año, fue nombrado como presidente nacional de su partido.
El 4 de junio de 1932, tras la instauración de una Junta de Gobierno presidida por el militar Arturo Puga, fue nombrado como ministro de Justicia, desempeñandose como tal hasta el 16 de junio del mismo año.
Para el segundo gobierno de Alessandri, volvió a ser nombrado como ministro, esta vez en la cartera del Trabajo, función que ejerció desde el 31 de marzo de 1936 hasta el 16 de enero de 1937. Abandonó el Partido Demócrata en 1938, para apoyar al radical Pedro Aguirre Cerda, como candidato a la presidencia de la República en la elección de ese año.
Ya con Aguirre Cerda en la presidencia, fue nombrado consejero de la Caja de Crédito Agrario entre 1939 y 1945. También, fue director de la Caja de Crédito Hipotecario.
Falleció en Santiago de Chile, el 27 de octubre de 1952.